# Canon EOS R5 Mark II
Die Canon EOS R5 Mark II ist eine spiegellose Systemkamera des japanischen Herstellers Canon. Sie wurde am 17. Juli 2024 zusammen mit der Canon EOS R1 vorgestellt. Die Auslieferung begann am 20. August 2024.

## Merkmale
Die R5 Mark II ist der Nachfolger der 2020 eingeführten EOS R5, auf der sie auch großteils basiert. Änderungen zum Vorgänger betreffen die Ergonomie (Schalterpositionen), Bildfrequenz von bis zu 30 Bildern pro Sekunde bei Nutzung des elektronischen Verschlusses. Manche Eigenschaften, zum Beispiel das Autofokussystem, wurden von der Canon EOS R3 übernommen. Geändert wurde außerdem die Kühlung. Für die R5 Mark II gibt es einen Batteriegriff mit eingebautem Lüfter, der unter anderem längere Videoaufnahmen mit hoher Auflösung ermöglichen soll. Es ist mit dieser Kamera möglich, 8k-Aufnahmen mit bis zu 60 Bilder/s aufzunehmen.
Zusammen mit der R1 führte die R5 Mark II einen Digic Accelerator-Ko-Prozessor für die Fokussierung ein, um z. B. die Augen bei Menschen oder bei Tieren zu erkennen.
Mit der R5 wurde der Akku LP-E6P mit einer Kapazität von 2130 mAh eingeführt. Die älteren Canon-Akku-Typen LP-E6NH und LP-E6N können, teilweise mit Funktionseinschränkungen, weiter genutzt werden. Akkus vom Typ LP-E6NH und LP-E6N von Drittherstellern funktionieren nicht mehr.